# Асаны (народ)
Аса́ны — кочевой народ, живший в Южной Сибири по Енисею, родственный енисейским остякам, ассимилировавшийся с другими племенами и совершенно исчезнувший.
Ассанский язык (асанский язык) из кетско-асанской семьи палеоазиатских(палеосибирских) языков. Кетский язык представляет наследие, которое лингвисты возводят к енисейской языковой семье. Носители енисейских языков (асаны, арины, яринцы и др.) в прошлом расселялись в верховьях Енисея и его притоков и в течение XVIII—XIX веков были ассимилированы соседними народами.
Кетский язык является последним живым представителем енисейской языковой семьи. Другие родственные языки (пумпокольский, аринский, ассанский) исчезли еще в XVIII—XIX вв. вместе с их носителями.
Предки кетов предположительно жили на территории Южной Сибири вместе с другими представителями так называемых енисейско-язычных народов (аринов, асанов, яринцев, ястинцев, байкотовцев, коттов и др.). В I тысячелетии н.э. они вступили в контакты с тюрко-самодийско-угроязычным населением, в результате чего вынуждены были мигрировать на Енисейский Север. В частности, котты расселились по реке Кану (правый приток Енисея), асаны — по рекам Усолке и Оне (левобережье низовий Ангары), арины — на Енисее в районе Красноярска, выше их по правобережью Енисея до устья реки Тубы — яринцы и байкотовцы.